# نشت نفت مدیترانه ۲۰۲۱

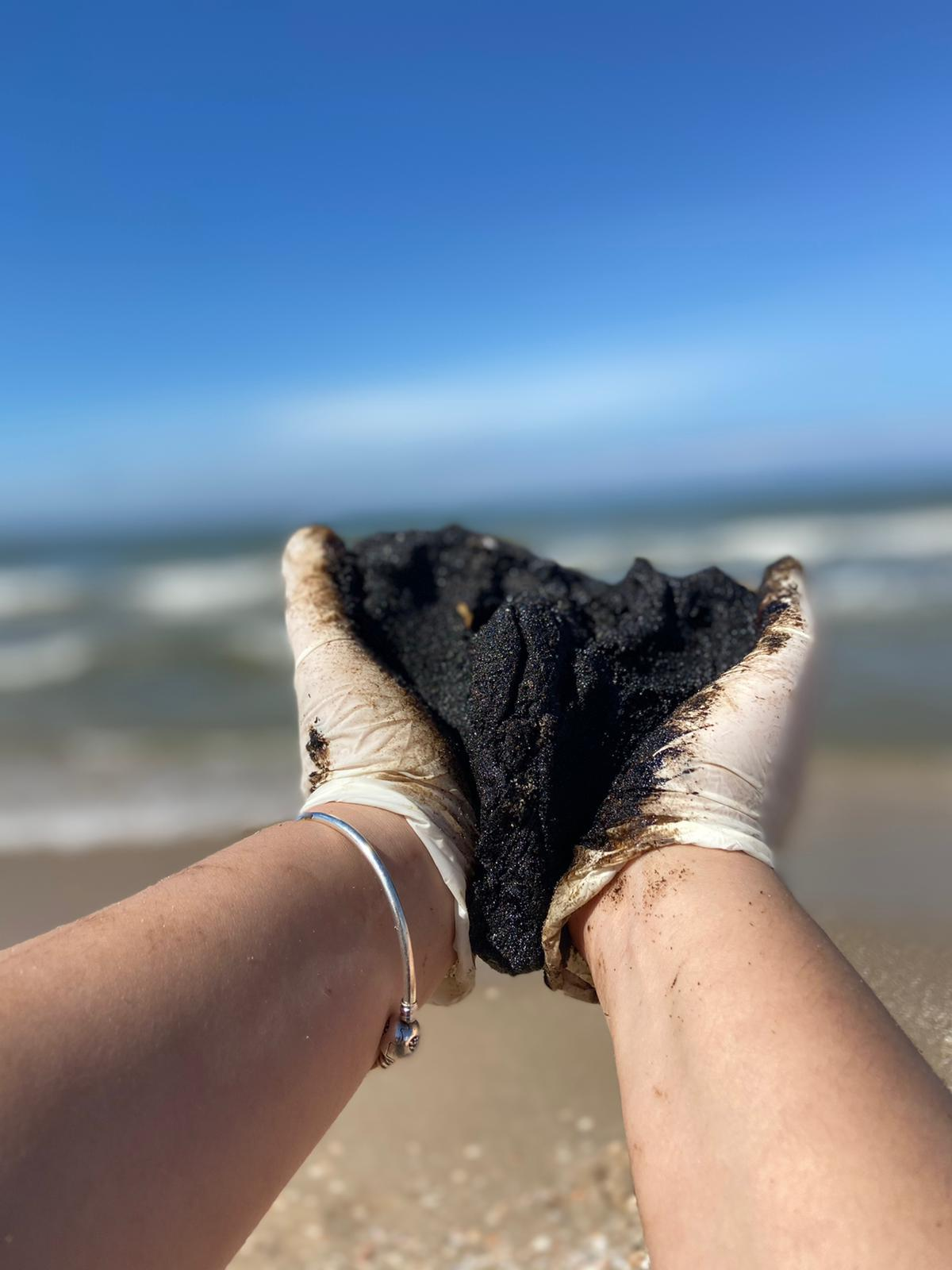
توده‌ای از قیر که توسط یک داوطلب در حال تمیز کردن ساحل نیتزانیم برداشته شده است، ۲۰ فوریه ۲۰۲۱

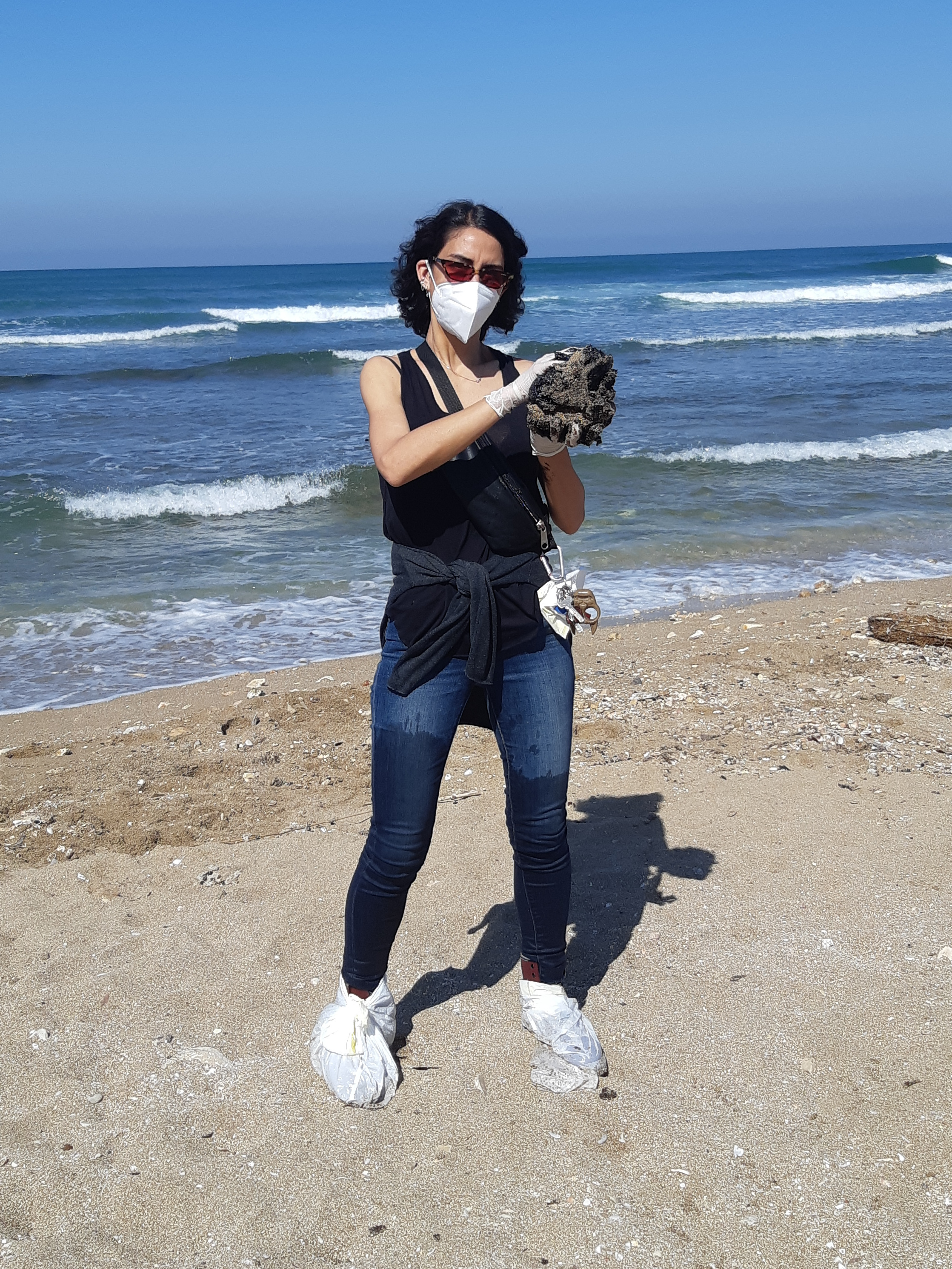
یک داوطلب در ساحل خیابان هوبرت هامفری در حیفا، جمعه، ۲۶ فوریه ۲۰۲۱، توده بزرگی از قیر را که از توده‌های کوچک‌تر جمع‌آوری شده، در دست گرفته است.

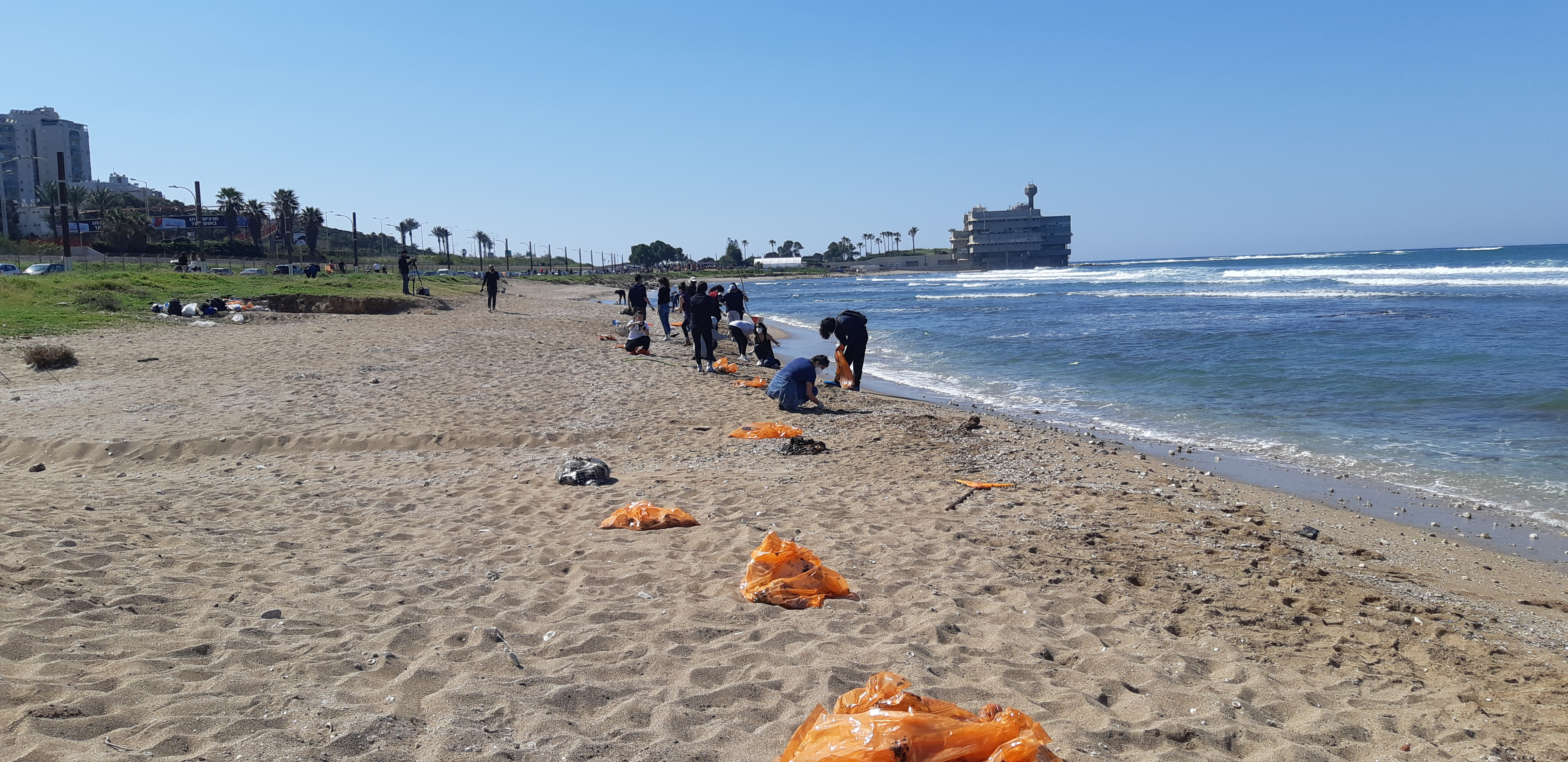
پاکسازی قیر توسط داوطلبان در ساحل خیابان هوبرت هامفری در حیفا، رو به جنوب به سمت مرکز تحقیقات اقیانوس‌شناسی و آب‌های شیرین‌شناسی اسرائیل، جمعه، ۲۶ فوریه ۲۰۲۱

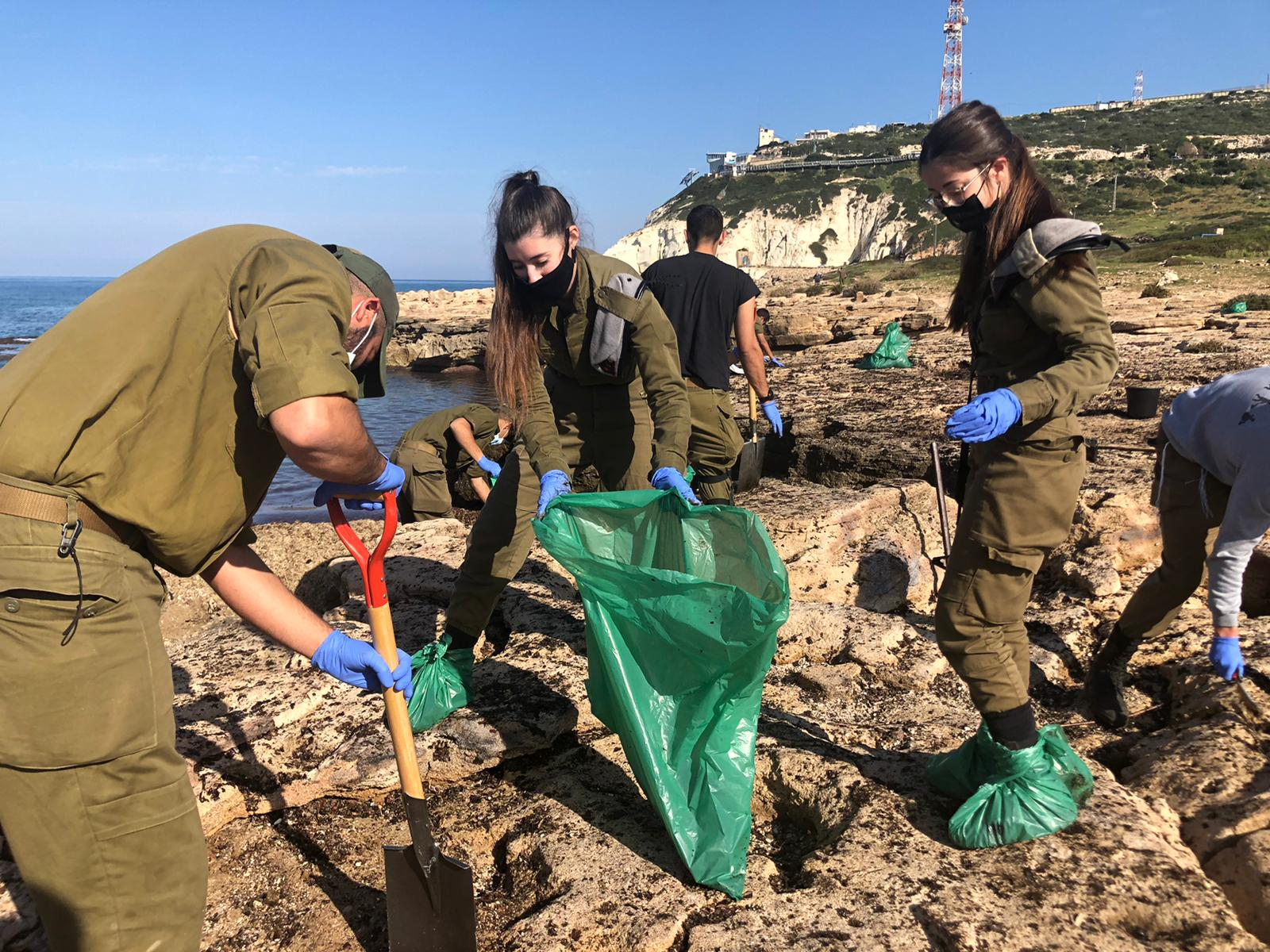
سربازان ارتش اسرائیل در حال پاکسازی نشت نفت اسرائیل در سال ۲۰۲۱ در روش هانیکرا، فوریه ۲۰۲۱

نشت نفت مدیترانه در سال ۲۰۲۱ یک فاجعه زیست‌محیطی بود که در فوریه ۲۰۲۱ در امتداد دریای مدیترانه اسرائیل و لبنان رخ داد. از ۱۶ فوریه ۲۰۲۱، ده‌ها تا صدها تن قیر در امتداد ۱۶۰-کیلومتر (۹۹-مایل) در سواحل جمع شد. بخش کوچکی از ساحل اسرائیل از روشن هانیکرا (کیوتز) تا اشکلون، پس از طوفانی شدید و امواجی با ارتفاع غیرمعمول. رسوبات قیر همچنین به شدت سواحل جنوب لبنان را تحت تأثیر قرار داده است. طبق گزارش صلح سبز عکس‌های ماهواره‌ای سنتینل اروپا، ۱۲ لکه نفتی آشکار را در فواصل مختلف از ساحل بین ۱۱ تا ۱۳ فوریه ۲۰۲۱ نشان داد.

## واکنش دولت
تمام سواحل اسرائیل تا اطلاع ثانوی بسته شد. به مردم توصیه شد که در ساحل شنا نکنند یا ورزش نکنند، زیرا قرار گرفتن در معرض قیر می‌تواند سلامت آنها را به خطر بیندازد.
بنیامین نتانیاهو، نخست‌وزیر اسرائیل، از ساحل نزدیک شهر بندری اشدود بازدید کرد و اعلام کرد که وزارت حفاظت از محیط زیست طرحی برای پاکسازی سواحل تهیه خواهد کرد. ارتش اسرائیل متعهد شد که چندین هزار سرباز را برای پشتیبانی از بیش از ۴۰۰۰ داوطلب که پاکسازی سواحل از توده‌های قیر را آغاز کرده بودند، مستقر کند.
وزارت حفاظت از محیط زیست اعلام کرد که این آلودگی به دلیل ده‌ها تا صدها تن نفت ریخته شده از یک کشتی یا تخلیه غیرقانونی آن به دریا از یک کشتی حمل مایعات بوده است و آنها با آژانس‌های اروپایی برای شناسایی کشتی مسئول این آلودگی همکاری می‌کنند. نه کشتی که در ۱۱ فوریه ۲۰۲۱ حدود ۵۰ کیلومتر از ساحل اسرائیل فاصله داشته‌اند، در نظر گرفته خواهند شد.

## محیط زیست و سلامت
حیوانات دریایی متعددی مانند ماهی‌ها، لاک‌پشت‌ها و پرندگان دریایی در حالی که به آب افتاده و با لایه‌ای سیاه و چسبنده پوشیده شده بودند، پیدا شدند. کل اکوسیستم ساحل ممکن است برای دهه‌ها آسیب دیده باشد. مقامات گفتند که پاکسازی ماه‌ها تا سال‌ها طول خواهد کشید و هزینه تخمینی آن ده‌ها میلیون شِکِل خواهد بود. سازمان طبیعت و پارک‌های اسرائیل، آلودگی دریایی را بدترین فاجعه طبیعی سال‌های اخیر توصیف کرد.
منطقه حفاظت‌شده طبیعی ساحل تایر تقریباً دو تُن قیر داشت که بخش عمده آن زیر شن‌ها پنهان بود. این منطقه حفاظت‌شده به عنوان یک مکان مهم برای لانه‌سازی لاک‌پشت‌های دریایی سرخ و سبز در معرض خطر انقراض است. بسیاری از سواحل آسیب‌دیده دیگر در جنوب لبنان نیز زیستگاه‌های مهمی برای لاک‌پشت‌ها و سایر موجودات هستند. یک نهنگ باله‌دار جوان که جسدش به ساحلی در جنوب اسرائیل رسید، در ریه‌هایش مایع سیاه رنگی یافت شد. صخره‌های مرجانی متعدد در سواحل اسرائیل با لایه‌ای از قیر پوشیده شده بودند. به گفته سازمان طبیعت و پارک‌های اسرائیل، این امر وجود یک حلزون دریایی نادر را که اخیراً دوباره کشف شده است، به خطر می‌اندازد.
چندین داوطلب که در عملیات پاکسازی گسترده شرکت داشتند، پس از استنشاق گازهای سمی از حالت تهوع شکایت کردند و به بیمارستان منتقل شدند.

## تحقیقات
طبق تحقیقات رسمی اسرائیل، نفت نشت‌شده از نفتکش امرالد که از ایران به سوریه می‌رفت، سرچشمه گرفته است. شرکت اطلاعاتی خصوصی بلک کیوب اعلام کرد که این کشتی از طریق یک ساختار پیچیده از شرکت‌های صوری، متعلق به خانواده سوری ملاح است. این نفتکش توسط باشگاه اسلامی مستقر در امارات متحده عربی بیمه شده بود، که طبق فهرست لویدز «فقط توسط مالکان کشتی ایرانی که نمی‌توانند پوشش بیمه‌ای دیگری پیدا کنند، استفاده می‌شود».

### دستور دهان‌بند زدن
به درخواست وزارت حفاظت از محیط زیست، دادگاه بدوی حیفا در ۲۲ فوریه حکم سکوت صادر کرد: انتشار نام افراد یا کشتی‌ها، بندرها، مسیرهای ناوبری یا محموله‌هایی که می‌تواند منجر به شناسایی مظنونان شود، ممنوع شد. رسانه‌های اسرائیلی این اقدام را «غیرقانونی» توصیف کردند، در حالی که سازمان حفاظت از محیط زیست آدام توا ودین نسبت به از دست رفتن اعتماد به دولت در نتیجه این اقدام هشدار داد. نماینده‌ای از مرکز تحقیقات زیست‌محیطی در حیفا، وزارت محیط زیست را به عدم پیشگیری از چنین فجایعی و عدم شفافیت متهم کرد. روز بعد، دستور سکوت تا حدی لغو شد و تنها تحقیقات جاری تحت پوشش قرار گرفت. در ۳ مارس، گیلا گاملیل، وزیر محیط زیست اسرائیل، گفت که نفت عمداً توسط کشتی حامل آن از ایران به سوریه ریخته شده است و آن را یک اقدام تروریسم زیست‌محیطی خواند؛ با این حال، ادعاهای او توسط مقامات امنیتی رد شد.
| - توده‌های قیر در روش هانیکرا زیر آب استتار شده‌اند - قیری که در زباله‌های زیر آب در روش هانیکرا جمع شده است - ابتکار شخصی ساکنان منطقه برای جمع‌آوری قیر از زیر آب، با ترکیب کایاک‌سواری و غواصی در روش هانیکرا - کیسه‌هایی حاوی قیر که در سواحل حیفا در نزدیکی اسرائیل جمع‌آوری شده‌اند. تحقیقات اقیانوس‌شناسی و لیمونولوژی |